# Sylvain Armand
Sylvain Armand (* 1. August 1980 in Saint-Étienne) ist ein ehemaliger französischer Fußballspieler. Der Abwehrspieler stand zuletzt in der Ligue 1 bei Stade Rennes unter Vertrag.

## Karriere

### Verein
Armand spielte für die Jugendabteilung des AS Saint-Étienne, ehe er 1999 zu Clermont Foot wechselte, wo seine Profikarriere anfangen sollte. Doch bereits nach einer Saison schloss er sich dem Erstligisten FC Nantes an. Am 9. September 2000 gab er beim 2:2 gegen den AJ Auxerre sein Debüt in Frankreichs höchster Spielklasse. 2001 wurde er mit den Hafenstädtern französischer Meister und Supercup-Gewinner. Dem Verein blieb er für vier Spielzeiten treu, ehe er im Sommer 2004 für fünf Millionen Euro zum Pariser Hauptstadtklub Paris SG wechselte. Zwei Jahre musste er warten, ehe er auch dort einen Titel gewinnen konnte. 2006 gewann er mit dem PSG den französischen Pokal, wieder zwei Jahre darauf den Ligapokal. In Paris gehört Armand zum Stammpersonal. Seit seinem Wechsel im Jahre 2004 zum PSG absolvierte er pro Saison mindestens 35 Ligaspiele. Er wechselte am 31. Juli 2013 ablösefrei zu Stade Rennes, dessen Farben er auch in der Saison 2015/16 noch trägt. Mit über 500 Punktspielen ist er von den noch aktiven Spielern derjenige mit den meisten Einsätzen in der Ligue 1.

### Nationalmannschaft
Armand war Nationalspieler in der U-21 Frankreichs, mit der er bei der Junioren-EM 2002 in der Schweiz teilnahm.

## Titel und Erfolge
- 2001: Französischer Meister mit dem FC Nantes
- 2001: Französischer Supercup-Gewinner mit dem FC Nantes
- 2006: Coupe de France mit Paris Saint-Germain
- 2008: Französischer Ligapokalsieger mit Paris Saint-Germain
- 2013: Französischer Meister mit Paris Saint-Germain